# Hedemora
Hedemora − miasto w Szwecji, w regionie Dalarna, siedziba Gminy Hedemora. W 2005 liczyło 7 279 mieszkańców.
Z Hedemory pochodzą:
- Jennie Johansson, szwedzka pływaczka, mistrzyni świata i Europy,
- Mikael Källström, szwedzki piłkarz i trener piłkarski.